# A Hologram for the King (película)
A Hologram for the King (Un holograma para el rey en Hispanoamérica; en España, Esperando al rey) es una película de drama comedia germano-estadounidense de 2016, escrita y dirigida por Tom Tykwer, basada en la novela homónima escrita por Dave Eggers, de 2012, producida por Stefan Arndt, Gary Goetzman, Arcadiy Golubovich, Tom Hanks, Uwe Schott y Tim O'Hair.
Protagonizada Tom Hanks como Alan Clay, un empresario estadounidense que viaja a Arabia Saudita con el fin de vender sistemas de tecnología de la información al rey de ese país. Junto a Hanks aparecen en el reparto Tom Skerritt y Sarita Choudhury.
Se estrenó el 22 de abril de 2016, distribuida por Lionsgate, Roadside Attractions y Saban Films.

## Sinopsis
Ambientada en 2010, antes de la Primavera Árabe, la película cuenta la historia de un vendedor estadounidense que, desesperado por su falta de éxito, con un matrimonio en vías de fracaso y con el propósito de pagar su casa, llevar a su hija a la universidad y demostrarse su capacidad profesional, viaja a Arabia Saudita intentando asegurar un contrato tecnológico para un nuevo complejo en medio del desierto.

## Reparto
| Actor                | Personaje   | Descripción         |
| -------------------- | ----------- | ------------------- |
| Tom Hanks            | Alan Clay   |                     |
| Alexander Black      | Yousef      |                     |
| Sarita Choudhury     |             |                     |
| Sidse Babett Knudsen | Hanne       |                     |
| Ben Whishaw          | Dave        |                     |
| Tom Skerritt         | Ron         | Padre de Alan Clay. |
| Tracey Fairaway      |             |                     |
| David Menkin         | Brad        |                     |
| Rolf Saxon           | Joe Trivoli |                     |
| Jay Abdo             | Dr. Hadad   |                     |

## Producción

### Desarrollo
El 12 de junio de 2013, Tom Tykwer reveló que estaba en desarrollo una adaptación de la novela A Hologram for the King (2012), escrita por Dave Eggers. Tykwer adaptó el guion y dirigió la película, protagonizada por Tom Hanks en el papel principal. La producción corrió a cargo de Playtone, Primeridian Entertainment y X-Filme Creative Pool. El 5 de septiembre de 2013 Lotus Entertainment comenzó la gestión de los derechos de distribución internacional del filme. El 6 de marzo de 2014 se anunció que Sarita Choudhury, Alexander Black, Tracey Fairaway, David Menkin y Tom Skerritt se habían incorporado al reparto.

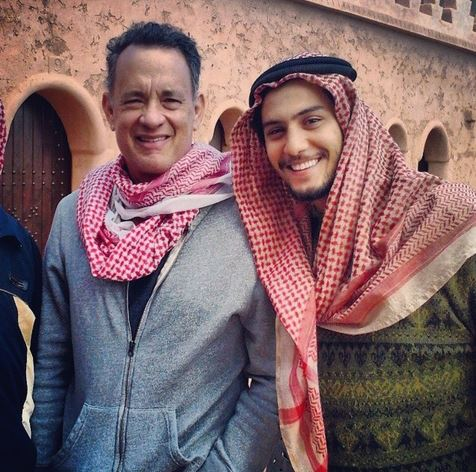
Tom Hanks en el rodaje, el 13 de marzo del 2014.

### Rodaje
La producción inició en el primer trimestre de 2014. La fotografía principal comenzó el 6 de marzo del mismo año en Marruecos, con tomas realizadas en Hurghada (Egipto), Berlín y Düsseldorf (Alemania). El rodaje concluyó en junio de 2014.

### Comercialización
Un fotograma de la película se publicó en The Hollywood Reporter el 14 de mayo de 2014.

## Estreno
La película se estrenó el 22 de abril de 2016, distribuida por Lionsgate, Roadside Attractions y Saban Films.